# Rodrigo Pencheff

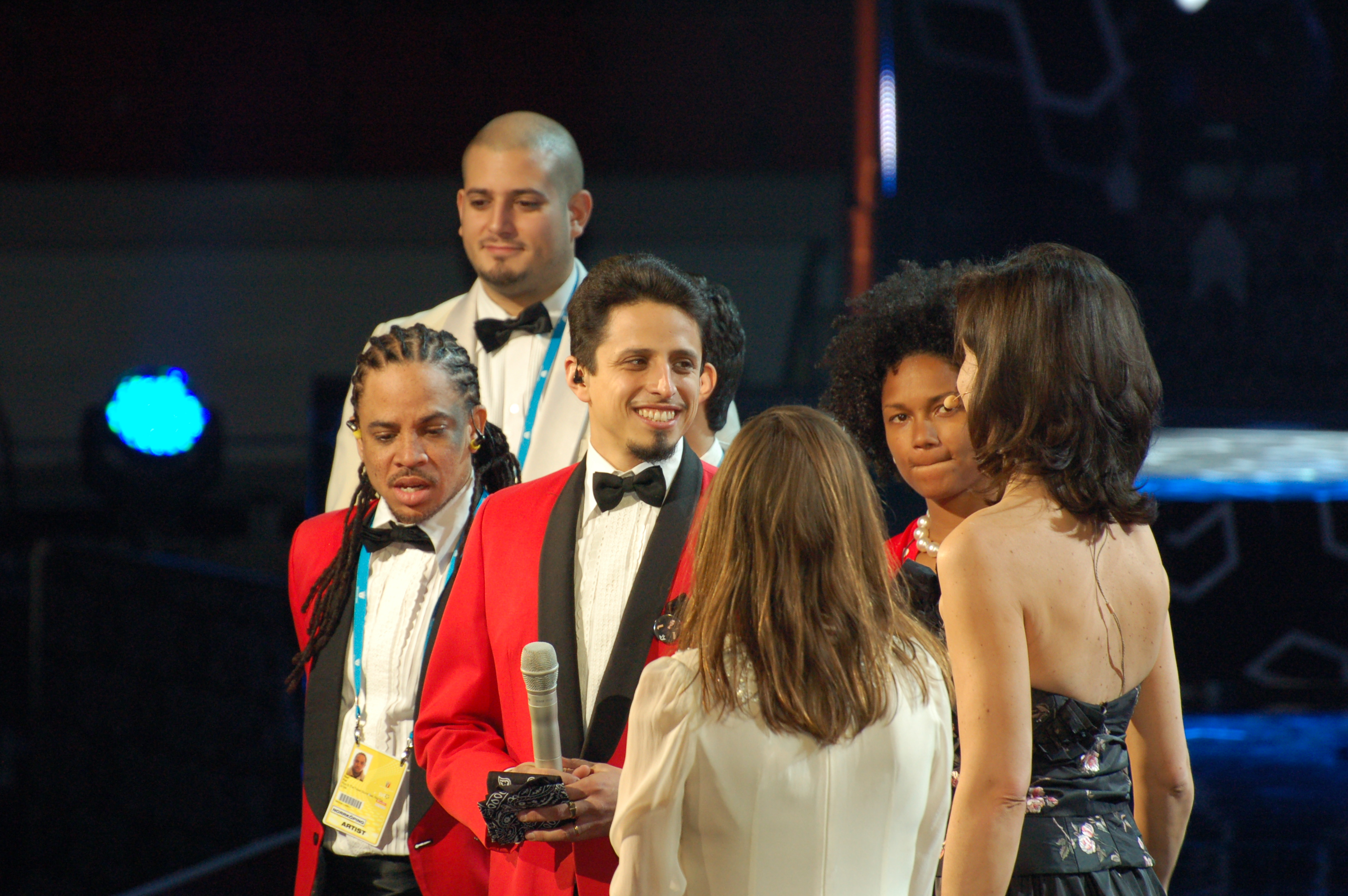
Rigo i Norrköping under Melodifestivalen 2009.

Rodrigo Alejandro Araneda Pencheff, mer känd som Rodde eller Rigo, född 6 april 1974, svensk kompositör och sångtextförfattare.
Han inledde sin karriär i The Latin Kings, vilka han senare lämnade för att vara med och starta gruppen Infinite Mass. Förutom Infinite Mass har han på senare år även påbörjat en solokarriär under namnet Rigo, samt startat DJ-kollektivet Crossfire tillsammans med bland annat brodern Christian "Cribe" Pencheff.
Rodrigo som del av Rigo and the Topaz sound feat. Red Fox, deltog i Melodifestivalen 2009 med låten "I Got U". Låten gick vidare till andra chansen från deltävling tre i Leksand, men i andra chansen slogs låten ut av Caroline af Ugglas. 
Rigo deltog som körledare i Körslaget 2009.
Under hösten 2010 tävlade Rigo and The Topaz Sound i Dansbandskampen.
Han är även turnerande medlem som sångare för det svenska bandet Teddybears, och är invald två gånger i Swedish Music Hall of Fame, dels för sina insatser i Latin Kings och dels för Infinite Mass.

## Diskografi

### Album
- 2005: SoundClash
- 2009: Bad Man

### Singlar
- 2005: "Say, Say, Say"  (med Pauline)
- 2005: "She's a pro" (med Cham)
- 2006: "Cool" - 2006
- 2006: "Vamos a bailar" (med Dogge Doggelito)
- 2008: "Lady" (med Crossfire)
- 2009: "On fire"
- 2009: "I Got U"
- 2011: "Always stick around" (Tobias Ågren feat. Rigo)
- 2019: "Young, Handsome & Fast" (Teddybears feat. Rigo och Rakel)

### Filmmusik
- 1991 - Ungdom